# انجمن استادهای سرخ
انجمن استادهای سرخ تمام اتحادیه حزب‌های کمونست (به روسی: Институ́т кра́сной профессу́ры, ИКП) یک انجمن تحصیلات لیسانسه ای در علوم اجتماعی مارکسیستی است که در مجمع ارتدکس شور (Passion) در مسکو قرار دارد.

## تاریخچه
این انجمن در فوریه سال ۱۹۲۱ میلادی بنیان گذاشته شد تا به کمبود استادهای مارکسیستی را اداره کند ولی تنها ۲۵ درصد از فارغ‌التحصیل‌ها حرفه آکادمیک را ادامه دادند. بیشترشان ترجیح دادند تا کارگذار حزب کمونیست باشند. در ابتدا این انجمن تحت کنترل کمیته اجرائی مرکزی حزب شوروی قرار داشت و بعد از آن تحت کنترل دپارتمان برای تبلیغات و تلاطم (آگیتپروپ) قرار گرفت. دوره تحصیل ۴ سال طول کشید و دانشجوها (ملقب به ایکاپیستی) لازم بود تا مقاله‌های تحقیقاتی بنویسند، که گاهی به عنوان بدن معنی‌دار مارکسیستی تاریخی تحقیقات منتشر می‌شد و به نمایش گذاشته می‌شد. رهبر این انجمن میخائیل پوکرووسکی (۱۹۲۱ تا ۱۹۳۱ میلادی) و پاول یودین (۱۹۳۲ تا ۱۹۳۸ میلادی) بود. انجمن در سال ۱۹۳۸ میلادی منسوخ شد. انجمن به یک مدرسه حزبی کمیته مرکزی حزب کمونیست اتحاد شوروی سطح حزبی بالاتر جمع شد.